# Дръзки (фрегат)
Дръзки (41) — багатофункціональний фрегат типу «Вілінген», що стоїть на озброєнні Військово-морських сил Болгарії.

## Історія
Фрегат був побудований судноверфі Boelwerf Temse для бельгійських ВМС під назвою «Wandelaar». Закладений 21 липня 1977, введений в експлуатацію 3 жовтня 1978 року.
У 2004 році проданий Болгарії. Його вартість склала 23 млн євро.
Корабель був прийнятий в стрій ВМС 21 жовтня 2005 року. Це один з трьох кораблів цього класу, що були куплені у військово-морського флоту Бельгії з 2004 по 2008 роки.
Брав участь у параді на честь 30-річчя Незалежності України в Одесі 24 серпня 2021 року.

## Участь у військово-морських операціях
| Операція                                      | Рік участі                   |
| --------------------------------------------- | ---------------------------- |
| Операція «Активні зусилля»                    | 2006, 2007, 2008, 2009, 2015 |
| Морська операція Організації Об'єднаних Націй | 2006                         |
| Операція «Unified Protector»                  | 2011                         |

## Джерело
- Дръзки [Архівовано 16 березня 2014 у Wayback Machine.]